# 圣马洛站
圣马洛站，是法国的一个铁路车站，位于法国西北部海拔城市圣马洛。

## 位置
圣马洛站位于圣马洛市区的中部，是一个尽头式车站，大致呈东南-西北走向，正门开口朝西北，而列车只能从东南侧进出车站。车站南侧原有一条支线铁路可连接圣马洛港口，现已基本废弃。

## 车站历史
圣马洛站最初建于1864年，和雷恩－圣马洛铁路一并投入使用。2005年，该铁路完成了电气化改造，并开通了圣马洛直达巴黎的TGV列车。新的圣马洛站主站房也于同年投入使用，而老站房则最终于2009年被拆除。

## 停靠线路
以下列车线路在圣马洛站停靠：
| 圣马洛站列车线路表（页面存档备份，存于） |              |                        |          |              |
| 线路                                     | 车种         | 上一站                 | 下一站   | 大致运行频率 |
| 巴黎—圣马洛                              | TGV          | 雷恩/多勒              | （终点） | 每天3趟左右  |
| 里尔—圣马洛                              | TGV          | 雷恩/多勒              | （终点） | 每周2趟左右  |
| 雷恩—圣马洛                              | 法国大区列车 | 多勒/勒弗勒内/勒圭涅尔 | （终点） | 每天12趟左右 |
| 1. 2.                                    |              |                        |          |              |

## 配套交通

### 长途客车
| 停靠圣马洛的大巴车 |                                                     |                                                                        |
| 上下车地点         | 运营单位                                            | 主要目的地                                                             |
| 圣马洛站北侧       | Flixbus（页面存档备份，存于）                       | 巴黎、卡昂、雷恩、南特、波尔多、图卢兹                                 |
| 圣马洛站北侧       | 伊勒-维莱讷省城际客运 Illenoo（页面存档备份，存于） | 坦泰尼阿克、圣皮耶尔德普莱斯冈、滨海圣布里阿克迪纳尔                   |
| 圣马洛站北侧       | 滨海阿摩尔省城际客运 Tibus                          | 圣布里厄                                                               |
| 圣马洛站北侧       | SNCF                                                | （当某条铁路线施工或罢工时，SNCF可能会提供途径该线路沿途站点的大巴车） |
| 圣万森港           | Ouibus                                              | 巴黎                                                                   |
| 圣万森港           | Ouibus                                              | 雷恩、南特                                                             |
| 1. 2. 3. 4. 5. 6.  |                                                     |                                                                        |

### 市内交通
| 圣马洛站附近的市内公共交通线路 |                |                                                         |
| 公交车站名称                   | 位置           | 停靠线路                                                |
| Gares                          | 圣马洛站正前方 | 1路、2路、4路、5路、6路、9路、10路、老城环线（Navette） |
| 1.                             |                |                                                         |

## 临近车站
| 圣马洛站（Gare de Saint-Malo） |                  |          |
| 上行车站                       | 线路             | 下行车站 |
| 拉圭涅尔站                     | 雷恩－圣马洛铁路 | （终点） |
| - 本表仅显示运营中的线路及车站 |                  |          |